# (32038) Kwiecinski
2000 JN22 (asteroide 32038) é um asteroide da cintura principal. Possui uma excentricidade de 0.19382840 e uma inclinação de 1.94637º.
Este asteroide foi descoberto no dia 6 de maio de 2000 por LINEAR em Socorro.